# Средно училище „Христо Ботев“ (Ветрино)
Средно училище „Христо Ботев“ е гимназия в село Ветрино, община Ветрино, област Варна. Създадена е през 1872 г. Патрон на училището е Христо Ботев. Разположено е на адрес: ул. „Теменуга“ №1. От 2024 г. директор на училището е Севдалина Бъчварова.

## История
През 1872 г. е открито светско училище в новопостроена сграда, където днес се помещава целодневна детска градина „Васил Левски“. През учебната 1983/1984 г. се преобразува от основно в средно общообразователно училище.